# Cyphomyrmex lilloanus
Cyphomyrmex lilloanus is een mierensoort uit de onderfamilie van de Myrmicinae. De wetenschappelijke naam van de soort is voor het eerst geldig gepubliceerd in 1949 door Kusnezov.